# Ryoga Sekihara
Ryoga Sekihara (født 20. juni 1991) er en japansk tidligere professionel fodboldspiller.
Han har spillet for flere forskellige klubber i sin karriere, herunder Kataller Toyama og Kamatamare Sanuki.